# Kádár Tibor (festő, 1946–2021)
Kádár Tibor (Kolozsvár, 1946. április 23. – Veszprém, 2021. október 20.) erdélyi származású festőművész.

## Életpályája
A kolozsvári Ion Andreescu Képzőművészeti Főiskola (ma Képzőművészeti és Formatervezési Egyetem) festő szakán diplomázott 1971-ben, mestere Abrudán Péter. 1971 és 1974 között Marosújváron tanított műszaki rajzot, 1974-től 1987-ig pedig festészetet a kolozsvári képzőművészeti gimnáziumban. 1976 és 1986 között minden nyáron dolgozott a gyergyószárhegyi művésztelepen. 1988-ban áttelepült Magyarországra, miután politikai okokból zaklatták, állásából elbocsátották.  
Egy évig egy pestszenterzsébeti általános iskolában tanított. 1990-ben költözött Veszprémbe családjával együtt. Az 1990-es évek elején a Veszprém Megyei Múzeumi Igazgatóság művészettörténészeként dolgozott. Ezt követően kizárólag festészettel és tanítással foglalkozott.

## Munkássága
Figurális és absztrakt festményei monumentális hatásúak. A népművészeti motívumokhoz mindig szívesen fordult, és használta azokat. Sgraffitóval, freskóval, grafikával, könyvgrafikával és díszlettervezéssel is foglalkozott.
Magyarországra költözése után festészetében is változás történt. Tanulmányútjai (Isztria, Hollandia, Anglia) után  ábrázolásmódja gazdagodott, az absztrakt felé fordult, színei erőteljesebbek lettek. A 2000-es évek elején az absztrakt felől egyre inkább a figuratív művészet felé fordult, 2004-ben öt művésztársával (Diénes Attila, Filep Sándor, Horváth Lajos, Párkányi Raab Péter, Ughy István) megalapította a figuralitást vállaló úgynevezett F csoportot.
Erdélyben Kádár F. Tibor néven alkotott.

### Kiállításai (válogatás)

#### Egyéni kiállítások
- 1980 • Korunk Galéria, Kolozsvár
- 1981 • Repülősök klubja, Kecskemét
- 1983 • Csíkszereda
- 1984 • Művelődési Ház, Gyergyószentmiklós • Új Élet Galéria, Marosvásárhely.
- 1985 • Korunk Galéria, Kolozsvár
- 1985 • Művelődési Ház, Makó
- 1986 • Veszprém Megyei Könyvtár
- 1989 • Pesterzsébeti Múzeum, Budapest
- 1990 • Művelődési Központ, Hajdúböszörmény
- 1991 • Járási Tanács, Wunsiedel (Németország)
- 1992 • Dia e Noite G., De Verwondering G., An Sengers G., Hedikkuizen (Hollandia)
- 1993 • No G., Castricum (Hollandia)
- 2002 • Veszprém, Csikász Galéria
- 2021 • Veszprém, Várgaléria

#### Csoportos kiállítások
- 1969 • Országos Diákfesztivál, Rádióstúdió, Kolozsvár
- 1975 • Dalles Terem, Bukarest
- 1977 • Városi Múzeum, Beszterce
- 1978 • Calinderu Galéria, Bukarest
- 1980 • Korunk Galéria, Kolozsvár
- 1981 • Korunk Galéria, Kolozsvár • Lázár kastély, Szárhegy
- 1983 • Városi Múzeum, Dés
- 1987 • Korunk Galéria, Kolozsvár
- 1989 • Erdélyi Képzőművészek Kiállítása, Vármegye Galéria, Budapest
- 1990 • Gellért Szálló • Zsinagóga, Pápa • Veszprémi Nyári Tárlat, Műv. Közp, Ajka
- 1991 • Csikász Galéria, Veszprém • Balatonalmádi Nyári Tárlat • Alföldi Tárlat, Békéscsaba
- 1992 • Városi Múzeum, s’ Hertogonbosch • An Sengers G., Hedikkuizen (NL) • Veszprémi Tavaszi Tárlat
- 2004 • Veszprém, Csikász Galéria – F Csoport
- 2009 • Kolozsvári Szépművészeti Múzeum – F Csoport  Kolozsvári Szépművészeti Múzeum – F Csoport
- 2019 • Veszprém, Tavaszi Tárlat

### Művei közgyűjteményekben
- Laczkó Dezső Múzeum, Veszprém
- Szombathelyi Képtár, Szombathely
- Vármúzeum, Szárhegy
- Szépművészet Múzeum, Kolozsvár.

### Díjak, kitüntetések
- 1969 • Kolozsvár, Országos Diákfesztivál – I. díj
- 1990 • Ajkai őszi tárlat – nívódíj
- 1991 • Békéscsabai alföldi tárlat – nívódíj (Svédországi Magyarok Szövetségének díja)
- 1992 • Veszprémi tavaszi tárlat – nívódíj
- 1996 • Pro Comitatu díj – Veszprém megye Közgyűlésének kitüntetése a több évtizedes kiemelkedő művészeti munkásság elismeréséül
- 1998 • 1948–1998 – Kortárs kiállítás az 1848-49-es szabadságharc 150 éves jubileuma alkalmából – fődíj
- 2002 • Veszprémi tavaszi tárlat – nívódíj
- 2003 • Balatoni tárlat, országos képzőművészeti biennálé – nívódíj
- 2006 • Veszprém Megye Érdemrendje
- 2007 • Veszprém Megyei Príma díj
- 2011 • Gizella-díj 2014. M.S. mester díj

### Tagság
- Magyar Képzőművészek Országos Szövetsége
- Magyar Festők Társasága
- Magyar Alkotóművészek Országos Egyesülete
- Veszprém Megyei Művészeti Céh

## Emlékezete
2023-ban Kádár Tibor egykori műtermét felújították, és Kádár Stúdió Galéria néven emléket állít a festőnek, művésztanárnak. Ugyanakkor ingyenesen látogatható emlékműterem (bejelentkezés alapján) és  találkozási hely a festészetet, és általában a kultúrát kedvelőknek.